# ۹-۱-۱ (مجموعه تلویزیونی)
۹-۱-۱ یک مجموعه تلویزیونی آمریکایی درام ساخته رایان مورفی، براد فالچوک و تیم ماینر برای شبکه رسانه ای فاکس است. این مجموعه به شرح زندگی اولین پاسخ دهندگان لس آنجلس: افسران پلیس، پزشکان عمومی، آتش نشانان می‌پردازد.